# Opius kallibasis
Opius kallibasis är en stekelart som beskrevs av Fischer 1972. Opius kallibasis ingår i släktet Opius och familjen bracksteklar. Inga underarter finns listade i Catalogue of Life.